# Cavernularia pusilla
Cavernularia pusilla is een Pennatulaceasoort uit de familie van de Veretillidae. De wetenschappelijke naam van de soort is voor het eerst geldig gepubliceerd in 1835 door Philippi.